# Oh Eun-sun
Oh Eun-sun (también Oh, Eun-sun), es una alpinista surcoreana, nacida el 5 de marzo de 1966 en Namwon, Corea del Sur. 
Disfruta desde hace tiempo del patrocinio de BlackYak, empresa coreana de ropa deportiva y montañera.

## Inicios y ascensiones más destacadas
Afirma que deseaba ser alpinista desde que era pequeña, cuando veía escalar en roca en el monte cerca de Seúl, donde su padre solía llevarla. En la Universidad, donde estudiaba Computación, se unió al Club Alpino Univesitario Su-Won.
Su primer "ochomil" fue el Gasherbrum II en 1997, en compañía de Park Young-Seok y Um Hong-Gil, que se convertirían en los dos primeros asiáticos en coronar los 14 "ochomiles". Tras este primer éxito intentó infructuosamente ascender sucesivamente al Makalu, Broad Peak y K2. Se centró entonces en completar la serie de las Siete Cimas, de menor dificultad, lo que le permitió adquirir mayor experiencia. Lo hizo en sólo tres años. En el último, el 2004, escaló cinco de estas siete cimas, incluyendo el Everest, que simultáneamente se convertía en su segundo "ochomil".
Cuenta que su ascensión al K2 (su quinto "ochomil", en 2007) le resultó más fácil de lo que esperaba, y fue entonces cuando se convenció de que podía convertirse en la primera mujer en alcanzar la cima de los 14 "ochomiles" de la Tierra.
En su intento por ser la primera mujer en escalar los 14 "ochomiles" se ha convertido en la tercera mujer en escalar el Kangchenjunga (en entredicho) y en la primera en escalar el "Top 5" (las cinco montañas más altas de la Tierra: Everest, K2, Kangchenjunga, Lhotse y Makalu).
Ochomiles:
- 1997 Gasherbrum II (17 de julio)
- 2004 Everest (20 de mayo)
- 2006 Shishapangma (13 de octubre)
- 2007 Cho Oyu (8 de mayo)
- 2007 K2 (20 de julio)
- 2008 Makalu (13 de mayo)
- 2008 Lhotse (26 de mayo)
- 2008 Broad Peak (31 de julio)
- 2008 Manaslu (12 de octubre, completando 4 cimas en 152 días)
- 2009 Dhaulagiri (21 de mayo)
- 2009 Nanga Parbat (10 de julio)
- 2009 Gasherbrum I (3 de agosto)
- 2010 Annapurna  (27 de abril)

Siete Cumbres:
- 2002 Monte Elbrus (24 de agosto)
- 2003 McKinley (24 de mayo)
- 2004 Everest (20 de mayo)
- 2004 Kilimanjaro (19 de agosto)
- 2004 Aconcagua (1 de septiembre)
- 2004 Kosciuszko (12 de noviembre)
- 2004 Vinson (19 de diciembre)
- 2006 Puncak Jaya (3 de diciembre)

## Logros discutidos
Alguno de sus logros se han visto empañados por la controversia. Ella insiste en haber realizado todos sus ascensos a ochomiles sin oxígeno suplementario, salvo el Everest y el K2. Sin embargo, son varios los testimonios de escaladores que afirman haberla visto utilizar mascarillas de oxígeno en sus ascensiones. Por otro lado, alguna de sus ascensiones están bajo discusión y su estilo de escalada ha sido cuestionado, pues en los años 2008 y 2009 ha podido sumar 4 "ochomiles" en cada uno al haber sido depositada varias veces por helicópteros en los campamentos base cuando su equipo ya había equipado la montaña con cuerdas fijas para ella.
Aún más graves son las dudas acerca de su supuesta llegada a la cima del Kangchenjunga en mayo de 2009. Dichas dudas aparecieron en primer lugar en la prensa coreana, hasta el punto de que su patrocinador habitual organizó una rueda de prensa en diciembre en Seúl para desmentirlo. A dicha rueda acudió Oh y uno de los tres sherpas que la acompañan habitualmente, buen conocedor de la cima por haberla ascendido tres veces. Las dudas se basaban en que la supuesta foto de la cima que proporcionó Oh no correspondían a la cima, lo que reconoció posteriormente, justificándose en que en la cima había una tormenta.
Las dudas fueron avivadas por la propia Edurne Pasaban tras su ascenso al Annapurna en abril de 2010. En dicho ascenso fue acompañada, además de varios miembros de su equipo y del escalador portugués Joao García, por Mingma Sherpa. Este, según ella, les comentó que los sherpas que acompañan habitualmente a Oh le confesaron este invierno que no había coronado la cima en 2009 debido al mal tiempo. Pasaban comunicó esta supuesta declaración a Elizabeth Hawley en Katmandú. Esta, tras escuchar los detalles, rectificó la consideración sobre la supuesta llegada de Oh a la cima del Kangchenjunga en la base de datos del Himalaya como "en disputa" y manifestó su intención de enviar a su asistente a entrevistar de nuevo a los sherpas que acompañan a Oh en cuanto volvieran del Annapurna.
La federación surcoreana de alpinismo, basándose en la orografía de la fotografía mostrada para demostrar su supuesta coronación, afirma que dicha fotografía no prueba que hiciera cumbre.